# Jane Eyre (film, 1921)
Pour les articles homonymes, voir Jane Eyre (homonymie).
Pour plus de détails, voir Fiche technique et Distribution.
Jane Eyre est un film américain réalisé par Hugo Ballin, sorti en 1921. C'est une adaptation du roman Jane Eyre de Charlotte Brontë.

## Fiche technique
- Réalisation : Hugo Ballin
- Scénario : Hugo Ballin d'après le roman Jane Eyre de Charlotte Brontë
- Producteur : Hugo Ballin
- Photographie : James Diamond
- Genre : Mélodrame[1]
- Production : Hugo Ballin Productions
- Pays de production :  États-Unis
- Distributeur : Hodkinson Pictures
- Durée : 70 minutes
- Date de sortie : 6 novembre 1921

## Distribution
- Norman Trevor : Mr. Rochester
- Mabel Ballin : Jane Eyre
- Crauford Kent : St. John Rivers
- Emily Fitzroy : Grace Poole

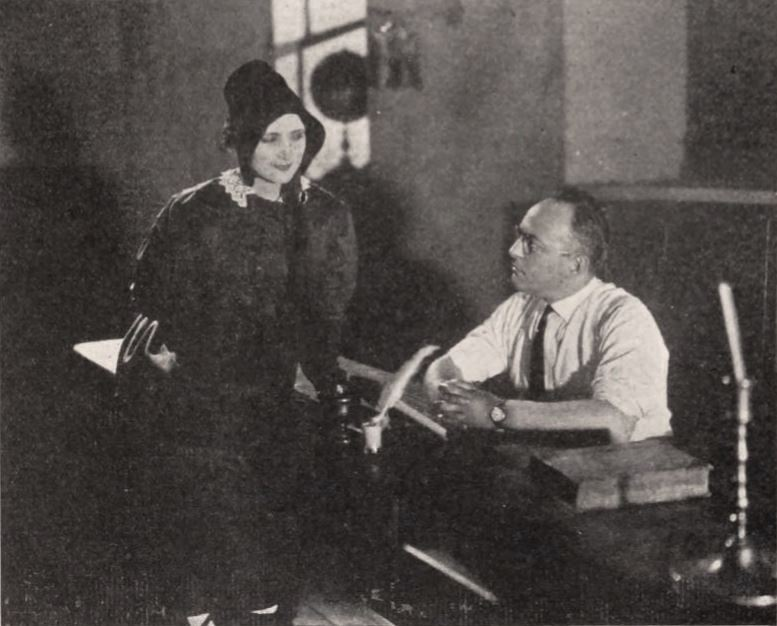
Mabel Ballin avec le réalisateur Hugo Ballin, son mari.

- John Webb Dillion : Mason, le frère de Mrs. Rochester
- Louis R. Grisel : John Eyre, l'oncle de Jane
- Stephen Carr : John Reed
- Venie Atherton : Miss Fairfax
- Elizabeth Arians : Mrs. Rochester
- Harlan Knight : Mr. Breckelhurst
- Helen Miles : Burns
- Julia Hurley : Rivers' Maid
- Sadie Mullen : Miss Ingram
- June Ellen Terry : Adele
- Florence Flagler : Miss Mason
- Bertha Kent : Mr. Rochester's Maid
- Marie Schaefer : Mrs. Reed